# Vaasan Palloseura 2010
Questa voce raccoglie le informazioni riguardanti il Vaasan Palloseura nelle competizioni ufficiali della stagione 2010.

## Stagione
Nella stagione 2010 il VPS ha disputato la Veikkausliiga, massima serie del campionato finlandese di calcio, terminando il torneo all'ottavo posto con 31 punti conquistati in 26 giornate, frutto di 8 vittorie, 7 pareggi e 11 sconfitte. In Suomen Cup è stato eliminato ai quarti di finale dall'HJK. In Liigacup ha raggiunto i quarti di finale, dove è stato eliminato dall'Inter Turku.

## Rosa
| N. |                          | Ruolo | Calciatore             |
| -- | ------------------------ | ----- | ---------------------- |
| 1  | Corea del Sud (bandiera) | P     | Kwon Jung-Hyuk         |
| 2  | Finlandia (bandiera)     | D     | Jani Tanska            |
| 3  | Stati Uniti (bandiera)   | D     | Greg Eckhardt          |
| 4  | Finlandia (bandiera)     | D     | Jussi Äijälä           |
| 5  | Finlandia (bandiera)     | C     | Joacim Tuuri           |
| 6  | Finlandia (bandiera)     | D     | Jussi-Pekka Savolainen |
| 7  | Finlandia (bandiera)     | C     | Tero Koskela           |
| 9  | Finlandia (bandiera)     | A     | Jussi Aalto            |
| 10 | Finlandia (bandiera)     | A     | Antonio Inutile        |
| 11 | Nigeria (bandiera)       | A     | Osahon Eboigbe         |
| 12 | Serbia (bandiera)        | P     | Vladan Zlatkovic       |
| 14 | Finlandia (bandiera)     | D     | Jens Nygård            |
| 15 | Finlandia (bandiera)     | A     | Kim Böling             |

| N.  |                      | Ruolo | Calciatore          |
| --- | -------------------- | ----- | ------------------- |
| 16  | Finlandia (bandiera) | D     | Jyrki Saranpää      |
| 17  | Finlandia (bandiera) | A     | Valtter Laaksonen   |
| 18  | Finlandia (bandiera) | D     | Mikko Inki          |
| 19  | Finlandia (bandiera) | C     | Jan Berg            |
| 20  | Finlandia (bandiera) | A     | Sami Salmi          |
| 21  | Finlandia (bandiera) | A     | Arttu Seppälä       |
| 22  | Finlandia (bandiera) | C     | Tony Björk          |
| 23  | Finlandia (bandiera) | C     | Jyri Hietaharju     |
| 24  | Italia (bandiera)    | P     | Alessandro Marzuoli |
| 25  | Finlandia (bandiera) | A     | Pekka Kainu         |
| 26  | Finlandia (bandiera) | A     | Markus Hangelin     |
| TBA | Germania (bandiera)  | C     | Edgar Bernhardt     |

## Statistiche

### Statistiche di squadra
| Competizione  | Punti | In casa | In casa | In casa | In casa | In casa | In casa | In trasferta | In trasferta | In trasferta | In trasferta | In trasferta | In trasferta | Totale | Totale | Totale | Totale | Totale | Totale | DR  |
| Competizione  | Punti | G       | V       | N       | P       | Gf      | Gs      | G            | V            | N            | P            | Gf           | Gs           | G      | V      | N      | P      | Gf     | Gs     | DR  |
| ------------- | ----- | ------- | ------- | ------- | ------- | ------- | ------- | ------------ | ------------ | ------------ | ------------ | ------------ | ------------ | ------ | ------ | ------ | ------ | ------ | ------ | --- |
| Veikkausliiga | 31    | 13      | 5       | 2       | 6       | 15      | 22      | 13           | 3            | 5            | 5            | 14           | 18           | 26     | 8      | 7      | 11     | 29     | 40     | -11 |
| Suomen Cup    | -     | 2       | 2       | 0       | 0       | 4       | 1       | 2            | 1            | 0            | 1            | 2            | 3            | 4      | 3      | 0      | 1      | 6      | 4      | +2  |
| Liigacup      | -     | 4       | 3       | 0       | 1       | 6       | 2       | 3            | 0            | 1            | 2            | 0            | 4            | 7      | 3      | 1      | 3      | 6      | 6      | 0   |
| Totale        | -     | 19      | 10      | 2       | 7       | 25      | 25      | 18           | 4            | 6            | 8            | 16           | 25           | 37     | 14     | 8      | 15     | 41     | 50     | -9  |